# Tantilla relicta
Tantilla relicta (флоридська коронована змія) — вид змій родини полозових (Colubridae). Ендемік США.

## Опис
Флоридська коронована змія — невелика змія довжиною 17-22 см (враховуючи хвіст), її максимальна довжина становить 24 см.. Вона моє тонке тіло коричневого, світло-коричневого або червонувато-коричневого забарвлення. Голова, підборіддя і, частково, шия є чорними. У деяких особин на голові є блідий візерунок, однак у флоридських популяцій він відсутній. Нижня частина тіла біла, рожева або білувато-жовта. У особин, поширених на атлантичному узбережжі, ніс кремово-коричневий.

## Підвиди
Виділяють два підвиди:
- Tantilla relicta neilli Telford, 1966;
- Tantilla relicta pamlica Telford, 1966;
- Tantilla relicta relicta Telford, 1966.

## Поширення і екологія
Флоридські короновані змії мешкають на півострові Флорида, на території штату Флорида та на крайньому півдні Джорджії. Вони живуть на піщаних пагорбах і дюнах та в соснових лісах. живляться черв'яками, павуками, комахами та їх личинками. Відкладають яйця.

## Збереження
МСОП класифкує цей вид як такий, що перебуває під загрозою зникнення. Tantilla relicta загрожує знищення природного середовища.